# Malcolmia longipetala
Malcolmia longipetala är en korsblommig växtart som beskrevs av Alexander Gilli. Malcolmia longipetala ingår i släktet strandlövkojor, och familjen korsblommiga växter. Inga underarter finns listade i Catalogue of Life.